# Vladimir Kozlov
Oleg Aleksandrovich Prudius (em russo:  Олег Александрович Прудиус, em ucraniano:  Олег Олександрович Прудіус, transl. Oleh Oleksandrovych Prudius; Moscou, 27 de abril de 1979) é um ator e lutador profissional americano-ucraniano, mais conhecido pelo seu nome no ringue Vladimir Kozlov. Ele é mais conhecido por sua passagem pela WWE, onde venceu o WWE Tag Team Championship uma vez com Santino Marella. Ele é treinado em luta livre, rugby, futebol americano, sambo, kickboxing, judô, jiu-jítsu, jiu-jítsu brasileiro e artes marciais mistas. Atualmente assinou contrato com a Total Nonstop Action Wrestling (TNA) sob seu nome verdadeiro.
Oleg Prudius interpretou o mercenário Bear no sucesso de bilheteria chinês Lobo Guerreiro 2.

## Carreira

### Pré-wrestling
Prudius ganhou numerosos eventos, em vários esportes diferentes, com por exemplo, o USA Open Heavyweight Sambo Championship em 2005, o título de pesos-pesados da USKBA. Também jogou futebol-americano pela seleção nacional da Ucrânia.

### World Wrestling Entertainment
Em 17 de janeiro de 2006, a WWE assinou um negócio com Prudius, no qual ele fosse para o Deep South Wrestling. Em 7 de abril, Prudius fez a sua primeira luta com Tommy Suede.

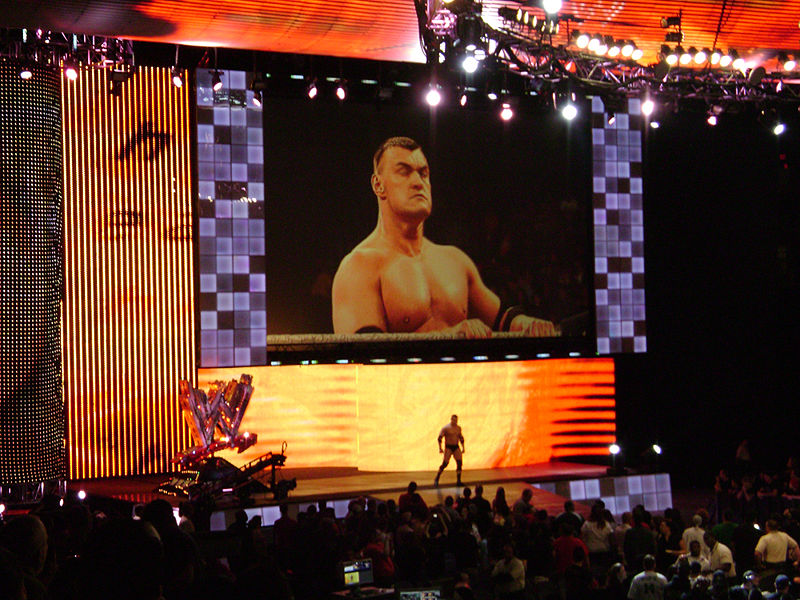
Kozlov entrando na arena durante um dark match

Em 5 de maio de 2006, teve seu primeiro episódio televisivo, durante um house show, em San Jose, Califórnia. Ele acabou derrotando Rob Conway. Na noite seguinte, em mais um house show, dessa vez em Sacramento, Califórnia, o wrestler Matt Striker, interrompeu uma apresentação de entrada sua, chamando-o de "imigrante sujo", o que deixou Prudius bravo, atacando-o. O russo pegou o microfone e disse que estva "orgulhoso em estar na América".
Em 18 de dezembro de 2006, numa edição do WWE RAW, Prudius muda o seu ring name para Vladimir Kozlov.
Após lutar sempre em dark matches, ou em atrações secundárias, Prudius faz o seu debut pela WWE em 4 de abril de 2008, sendo um heel. Ele conseguiu a vitória sobre Matt Bentley em um squash match estreando então, com o pé direito.
Atuando em squash matches, conseguiu derrotar Colin Delaney, Funaki, Nunzio, Shannon Moore, Jimmy Wang Yang e Cliff Compton. Assim, embalou e venceu Stevie Richards, em 11 de julho. No SmackDown, entrou em feud com Undertaker.
No Armageddon 2008 Kozlov lutou contra o então ECW Champion Matt Hardy e venceu, mas a luta não valia o titulo.

## 2009
No No Way Out 2009 Koslov participou de um Elimination Chamber pelo WWE Championship, foi o terceiro a entrar na luta mas acabou sendo eliminando por Undertaker depois de sofrer um Last Ride.
No WWE Draft de 2009, Kozlov trocou de programa, indo para a ECW.Na ECW Kozlov lutou durante um bom tempo em squash matches contra lutadores locais. Até que participou do Main Event junto com William Regal derrotando Christian e Tommy Dreamer.Ele formou uma Tag Team com Ezekiel jackson e William Regal lutando muitas vezes com campeão do ECW:Christian.Vladimir kozlov empurrou Yoshi Tatsu e com isso ele acabou ganhando de William Regal,quando William Regal perguntou quem tinha feito aquilo Vladimir Kozlov acusou injustamente Ezekiel e fez Ezekiel Agredir ele e William Regal.No outro episódio Do ECW William Regal se desculpou com Ezekiel,mas Vladimir não,e a situação acabou saindo do controle como:na luta de Tag Team Ezekiel não revezou com Vladimir e acabaram sendo derrotados por Christian e Shelton Benjamin e na luta 6 Man foi ao contrário e vladimir Kozlov não revezou com Ezekiel e também perderam para Christian,Shelton Benjamin e Yoshi Tatsu.Na outra semana depois do Pay per view TLC,A General Manager do ECW,Tiffany,anunciou a luta de Vladimir kozlov contra Ezekiel Jackson parecia que William Regal estava do lado de Kozlov,mas quando Regal atrapalha Kozlov e jackson ganha a luta,William Regal e Ezekiel Jackson ficam do mesmo lado traem Kozlov jogando a cabeça dele contra a mesa dos comentaristas. Mudou-se para o RAW após o fim da ECW. Desde então, teve uma storyline com Santino Marella.

## 2010
Juntou-se com Santino Marella,em busca do WWE Tag Team Championship. NoNight of Champions (2010),eles tiveram uma chance participando de uma Turmoil match com outra tres duplas,porem perderam para  Dashing Cody Rhodes e Drew McIntyre.A 18 de Outubro de 2010,numa edição do Monday Night RAW,eles derrotaram The Usos,Yoshi Tatsu e Mark Henry e Justin Gabriel e Heath Slater em uma four-way tag team match para vencer os titulos.

## 2011
Kozlov, em conjunto com Santino, manteve os títulos de Tag Team até Fevereiro de 2011, no PPV Elimination Chamber, quando foram derrotados por Justin Gabriel e Health Slater, membros dos The Corre. Após a derrota, foi marcado um combate para a Wrestlemania XXVII em que Kozlov em conjunto com Santino,Kane e Big Show enfrentariam os Corre. Kozlov foi retirado do combate e substituido por Kofi Kingston após ter sido atacado e lesionado pelos membros do The Corre no Wrestlemania Axxess(kayfabe).

## No wrestling

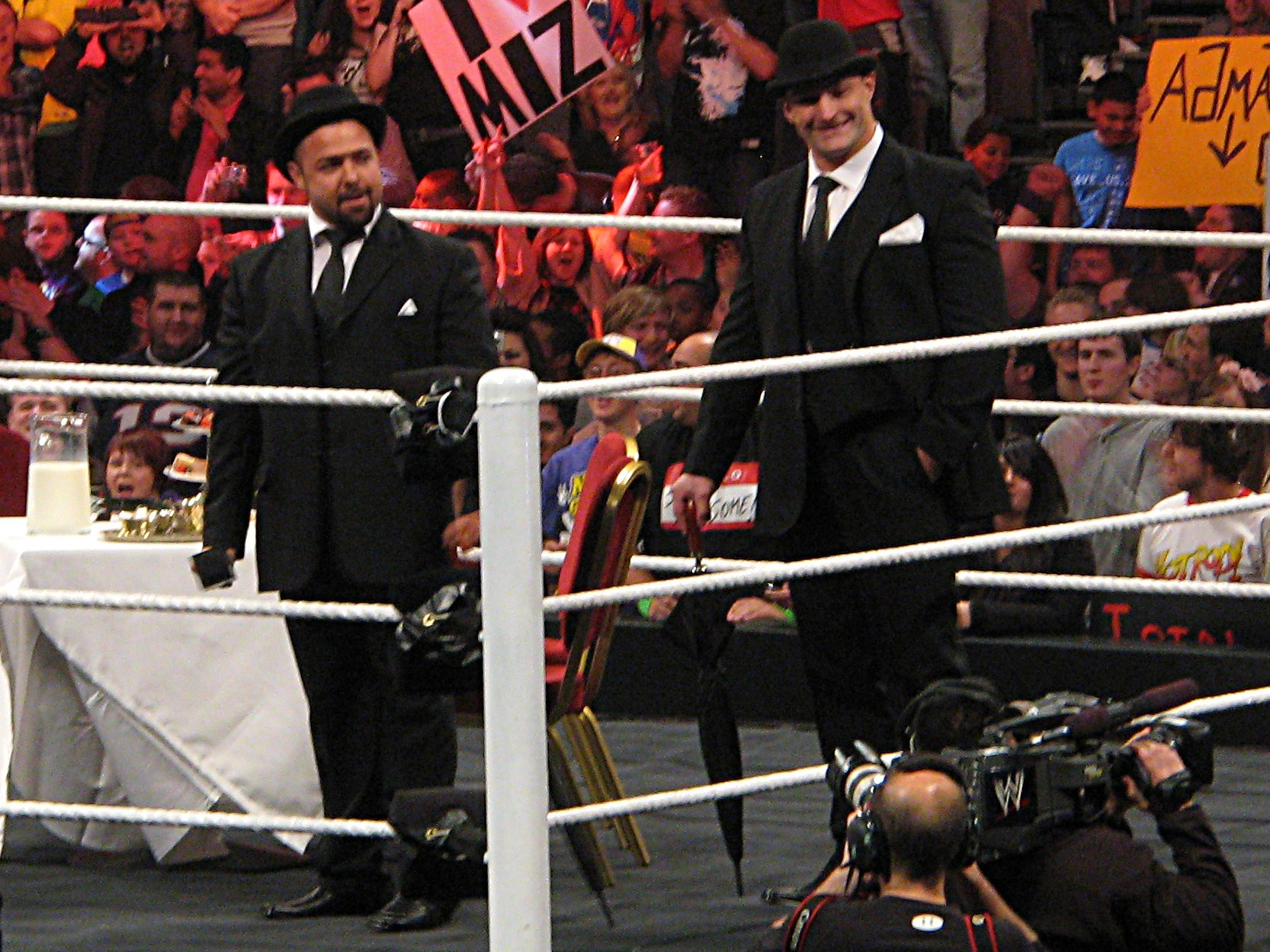
Marella e Kozlov no Raw em novembro de 2010

- Movimentos de finalização
  - Backbreaker rack drop[8] – 2008
  - Iron Curtain[3] (Kneeling leg trap chokelift spinebuster pin)[9][10] – 2008–presente
  - Scoop lift seguido de um inverted DDT[11][12] – 2008–2009
- Movimentos secundários
  - Battering ram, às vezes como defesa contra um oponente que está se jogando sobre ele[13][14]
  - Fallaway slam[9]
  - Chute no peito ou cabeçadas nas costas do oponente preso ao córner[14][15]
  - Overhead / Side belly to belly suplex[16][17]
  - Pisão no peito do oponente[9]
  - Scoop powerslam[18]
  - Cabeçadas a um oponente preso[17]
- Managers
  - William Regal
  - Santino Marella e Tamina
- Alcunhas
  - "The Moscow Mauler" ("O Espancador Moscovita")[13]
  - "The Soviet Cyborg" ("O Ciborgue Soviético")
  - "The Soviet War Machine" ("A Máquina de Guerra Soviética")
- Músicas de entrada
  - "All for the Motherland" por Jim Johnston (2007; usado para eventos não-televisionados)
  - "Pain" por Jim Johnston (2008–2011)[19]
  - "La Vittoria è Mia (Victory Is Mine)" por Jim Johnston (usando enquanto dupla com Santino Marella) (2010–2011)

## Títulos e prêmios

### Artes marciais
- Sambo
  - Campeão dos Pesos-Pesados de Sambo do USA Open (2005)
- United States Kick-Boxing Association
  - USKBA International Heavyweight Grappling Champion

### Wrestling profissional
- Ohio Valley Wrestling
  - OVW Heavyweight Championship (1 vez)[20]
- Pro Wrestling Illustrated
  - PWI o colocou na #53ª posição dos 500 melhores lutadores individuais em 2009[21]
- World Wrestling Entertainment
  - WWE Tag Team Championship (1 vez) -  com Santino Marella
    -  • World Champion; (uma vez) 

  - Slammy Award por Estrela Revelação do Ano (2008)
- Wrestling Observer Newsletter
  - Mais Superestimado (2008)
  - Pior Luta do Ano (2008) vs. Triple H e Edge no Survivor Series